# Lijst van voetbalinterlands Montenegro - Slovenië
Deze lijst van voetbalinterlands is een overzicht van alle officiële voetbalwedstrijden tussen de nationale teams van Montenegro en Slovenië. De voormalige Joegoslavische deelrepublieken speelden tot op heden drie keer tegen elkaar. De eerste ontmoeting, een vriendschappelijke wedstrijd, werd gespeeld in Podgorica op 22 augustus 2007. Het laatste duel, eveneens een vriendschappelijke wedstrijd, vond plaats op 20 november 2022 in Ljubljana.

## Wedstrijden
| № | Plaats    | Datum            | Competitie        | Wedstrijd             | Uitslag |
| - | --------- | ---------------- | ----------------- | --------------------- | ------- |
| 1 | Podgorica | 22 augustus 2007 | Vriendschappelijk | Montenegro – Slovenië | 1 – 1   |
| 2 | Podgorica | 2 juni 2018      | Vriendschappelijk | Montenegro – Slovenië | 0 – 2   |
| 3 | Ljubljana | 20 november 2022 | Vriendschappelijk | Slovenië − Montenegro | 1 − 0   |

## Samenvatting
| Competitie        | Totaal gespeeld | Winst Montenegro | Gelijk | Winst Slovenië | Doelsaldo Montenegro – Slovenië |
| ----------------- | --------------- | ---------------- | ------ | -------------- | ------------------------------- |
| Vriendschappelijk | 3               | 0                | 1      | 2              | 1 − 4                           |
| Totaal            | 3               | 0                | 1      | 2              | 1 − 4                           |

## Details

### Eerste ontmoeting
| Vriendschappelijk (Podgorica, Montenegro, 22 augustus 2007): |       |                |
| Montenegro                                                   | 1 – 1 | Slovenië       |
| Mirko Vučinić 28' (pen.)                                     | goals | 42' Dare Vršič |